# بودي سودارسونو
بودي سودارسونو (بالإندونيسية: Budi Sudarsono)‏ ، من مواليد 19 سبتمبر 1979 في أندونيسيا ، لاعب كرة قدم أندونيسي.

## كأس آسيا

### كأس آسيا 2004
و قد سجل هدف في مرمى منتخب قطر لكرة القدم.

### كأس آسيا 2007
و قد سجل هدف في مرمى منتخب البحرين لكرة القدم.

## روابط خارجية
- بودي سودارسونو على موقع الاتحاد الدولي (مؤرشف)  (الإنجليزية)
- بودي سودارسونو على موقع قاعدة بيانات كرة القدم.إي يو (الإنجليزية)
- بودي سودارسونو على موقع ناشيونال فوتبول تيمز (الإنجليزية)
- بودي سودارسونو على موقع Soccerway.com (الإنجليزية)
- بودي سودارسونو على موقع كووورة